# Crotalaria bequaertii
Crotalaria bequaertii är en ärtväxtart som beskrevs av Baker f.. Crotalaria bequaertii ingår i släktet sunnhampor, och familjen ärtväxter. Inga underarter finns listade i Catalogue of Life.